# Luzonomyza sinica
Luzonomyza sinica är en tvåvingeart som beskrevs av Shatalkin 1999. Luzonomyza sinica ingår i släktet Luzonomyza och familjen lövflugor.
Artens utbredningsområde är Hainan (Kina). Inga underarter finns listade i Catalogue of Life.